# Брынзозавод (Новосибирская область)
Брынзозавод или Брынза — упразднённый посёлок в Баганском районе Новосибирской области. На момент упразднения входил в состав Баганского сельсовет. Исключен из учётных данных в 1971 г.

## География
Располагался к северу от урочища Широкая Ракита, в 10 км к северо-востоку от села Баган. Ближайшие населённые пункты: на западе — Гнедухино.

## История
Упразднён решением Новосибирского облисполкома от 27.09.1971 г. № 650 как фактически не существующий.